# Edouard Mény de Marangue
Édouard Marie Marc Mény de Marangue (París, França, 30 de novembre de 1882 − Bèuluec de Mar, 23 de gener de 1960) fou un tennista francès, guanyador d'una medalla de bronze olímpica en els Jocs Olímpics d'Estocolm 1912 en la modalitat de dobles masculins junt a Albert Canet. També hi va participar en categoria individual però fou eliminat en primera ronda.
Era fill d'Alice Victoire Emilie Boulangé i Georges Mény, director d'una oficina d'assegurances La Nationale-Vie. Va tenir una germana més petita anomenada Amélie Marie Marguerite. Es va casar el 23 de d'abril de 1912 a l'església de Saint-Honoré-d'Eylau amb Yvonne Léonie Félicité Leduc.
Fou guardonat amb les condecoracions de Legió d'Honor i Creu de Guerra 1914-1918.
A banda del Jocs Olímpics, fou semifinalista en el Championnat de France (1908), precursor del Roland Garros que només disputaven tennistes de clubs francesos, on fou superat per Max Decugis.

## Jocs Olímpics

### Dobles masculins
| Any  | Campionat                       | Parella      | Oponents                           | Resultat        |
| ---- | ------------------------------- | ------------ | ---------------------------------- | --------------- |
| 1912 | Jocs Olímpics, Estocolm, Suècia | Albert Canet | Ladislav Žemla-Rázný Jaroslav Just | 13−11, 6−3, 8−6 |